# Erhard Buschbeck
Erhard Buschbeck (Salzburgo, 6 de enero de 1889 - Viena, 2 de septiembre de 1960), escritor y dramaturgo austriaco.

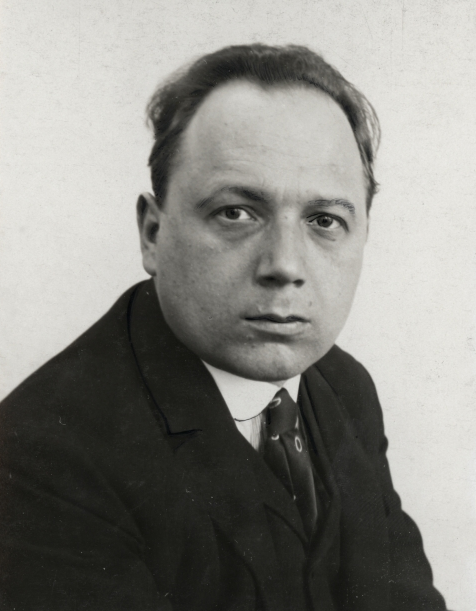
Erhard Buschbeck

Estudió derecho, historia del arte y arqueología en la Universidad de Viena. Fue amigo íntimo del malogrado poeta expresionista Georg Trakl. Publicó una biografía de este en 1917, Georg Trakl. Ein Requiem, que fue su primera obra. De 1911 a 1913 fue miembro del Akademischer Verband für Literatur und Musik y editor de la revista Der Ruf. De 1918 a 1960 dirigió el Burgtheater de Viena. Además fue profesor entre 1929 y 1931 del Max-Reinhardt-Seminar.

## Obras
- G. Trakl, 1917.
- Die Sendung T. Däublers, 1918.
- Die Medelsky, 1922.
- Der Thespiskarren, 1943.
- R. Aslan und das Burgtheater, 1946.
- Die Dampftramway, 1946.
- Wiener Notizbuch, 1947.
- Mimus Austriacus, 1962.